# Los Angeles Chamber Orchestra
La Los Angeles Chamber Orchestra (LACO) è un'orchestra da camera statunitense di 40 membri con sede a Los Angeles, California, considerata dal critico musicale Jim Svejda come "migliore orchestra da camera d'America". Jeffrey Kahane è il direttore musicale.

## Storia
LACO fu fondata nel 1968 come uno sbocco artistico rivolto ai musicisti più dotati provenienti dai locali studi di registrazione di film e dischi, per eseguire il repertorio di musica classica per un'orchestra da camera di circa 40-45 membri. Il fondatore artistico dell'orchestra, il violoncellista James Arkatov, prevedeva un ensemble che consentisse ai suonatori addestrati in conservatorio di bilanciare il lavoro e l'insegnamento in studio con la collaborazione artistica. Con il sostegno finanziario del filantropo Richard Colburn e la gestione dell'avvocato Joseph Troy (primo presidente dell'orchestra), LACO ha presentato la sua prima esibizione nell'autunno del 1969. Il primo direttore musicale della LACO fu Neville Marriner e Marriner utilizzò l'Accademia di St. Martin in the Fields come modello e indirizzo per il gruppo. Come scrisse David Mermelstein, "L'idea era quella di creare un gruppo che avrebbe suonato opere scritte appositamente per orchestra da camera, molte delle quali di epoca barocca - la musica che la [Los Angeles] Filarmonica o non era interessata o adatta a suonare. Il gruppo non è mai stato destinato a competere con la Filarmonica, ci fu anche un momento in cui i sostenitori di LACO speravano di vederlo prendere la residenza permanente presso il Music Center".
Il repertorio di LACO spazia dal barocco alle opere commissionate di recente (queste ultime presentate attraverso il suo club promotore delle commesse, Sound Investment). L'Orchestra è ben nota per la difesa dei giovani artisti all'inizio della loro carriera e per lavorare con artisti di primo piano. In occasione del 250º anniversario della nascita di Wolfgang Amadeus Mozart (27 gennaio 2006), l'orchestra eseguì tutti i 23 concerti per pianoforte di Mozart nel corso di un periodo di 15 mesi, che nessun'altra orchestra americana aveva tentato. Tutti i 23 furono diretti da Jeffrey Kahane dalla tastiera, come era la pratica durante la vita di Mozart. Nell'aprile 2002 l'orchestra debuttò alla Carnegie Hall e nel giugno 2005 LACO ha ricevuto il First Place Award for Programming of Contemporary Music da American Society of Composers, Authors, and Publishers (ASCAP) e l'American Symphony Orchestra League. L'orchestra è stata premiata con il Award for Adventurous Programming dalla ASCAP e dalla League of American Orchestras.
LACO si esibì su invito in serie di concerti di Musica da Camera alla Carnegie Hall sotto la direzione di Kahane e anche in Sud America, Europa e Giappone. Nel suo più recente tour delle capitali musicali europee (tra cui Parigi, Vienna, Berlino e San Sebastian), LACO è stata elogiata per il suo "atletismo e dinamismo dell'orchestra " e la "tremenda precisione della [sua] musica d'insieme". La stagione 2008-09 ha segnato il 40º anniversario della LACO. La stagione ha presentato una prima mondiale dal compositore americano Christopher Theofanidis (l'ottavo incarico di Sound Investment); due prime mondiali di opere composte dai membri dell'orchestra; due anteprime degli Stati Uniti e la prima costa occidentale Azul di Osvaldo Golijov con il violoncellista Yo-Yo Ma. LACO si esibisce anche per gli studenti delle scuole elementari locali nel suo programma "Meet the Music". Attraverso il suo programma di "Concerti di Quartiere", l'Orchestra offre opportunità per il pubblico nuovo e meno abbiente di sperimentare musica orchestrale dal vivo.

## Direttori
- Neville Marriner è stato il primo direttore musicale di LACO seguito da
- Gerard Schwarz, che ha ampliato il repertorio dell'orchestra per includere più opere americane.
- Iona Brown è stato nominato consulente musicale di LACO per la stagione 1986-1987 ed è diventato direttore musicale della prossima stagione, prestando servizio fino al 1992.
- Christof Perick seguì dal 1992 al 1995.
- Jeffrey Kahane, direttore d'orchestra e pianista, è l'attuale direttore musicale dell'orchestra, che ha guidato il gruppo dal 1997. Nel mese di aprile 2014, Kahane ha annunciato che le sue dimissioni dopo la stagione 2016-17, dopo di che assumerà ufficialmente il titolo di Direttore Musicale Laureato; nessun successore è stato ancora annunciato.[6]

## Locali spettacoli
LACO svolge attualmente serie primaria dei suoi Concerti Orchestrali in due sedi: il Teatro Alex a Glendale e la Royce Hall di UCLA. Essa presenta anche una serie di musica barocca alla Zipper Hall al The School Colburn nel centro di Los Angeles e "Westside Connection" (una serie di musica da camera e discussioni) a Santa Monica al Teatro Moss di Santa Monica. Inoltre, presenta una selezione annuale di film muti con orchestra dal vivo alla Royce Hall e un concerto didattico presso l'Ambassador Auditorium in Pasadena che presenta l'analisi approfondita di una singola sinfonia, concerto o altri lavori importanti.
All'inizio della sua esistenza, ha eseguito i suoi concerti in abbonamento regolarmente al Mark Taper Forum, Occidental College (Thorne Hall), la First Congregational Church di Los Angeles, e l'Auditorium Beckman al Caltech.